# Raimundo Pimenta
Raimundo José Carneiro Pimenta (Salvador, 30 de janeiro de 1949) é economista, professor e político brasileiro.
Cursou o Primário na Escola Dr. Bião em 1962 e o Secundário no Centro Educacional Teodoro Sampaio em 1968 no Santo Amaro-BA. Formou-se em Ciências Econômicas pela Universidade Estadual de Feira de Santana (UEFS), em 1979. Estudou Direito pela Universidade Católica do Salvador (UCSAL), em 1987, não concluindo o curso. Especializou-se em Administração Pública, pela Fundação Alemã para o Desenvolvimento Internacional, Berlim na Alemanha, em 1985.
Foi eleito vereador pela Aliança Renovadora Nacional (ARENA) em Santo Amaro, de 1977 a 1983; prefeito pelo Partido do Movimento Democrático Brasileiro (PMDB) em Santo Amaro, de 1983 a 1988; deputado estadual pelo Partido da Social Democracia Brasileira (PSDB), de 1991 a 1995; foi prefeito de Santo Amaro pelo PSDB, de 1997 a 2000.

## Atividade partidária
- Vice-líder do PL, ALBA, 1991.